# Lathyrus numidicus
Lathyrus numidicus är en ärtväxtart som beskrevs av Jules Aimé Battandier. Lathyrus numidicus ingår i släktet vialer, och familjen ärtväxter. Inga underarter finns listade i Catalogue of Life.